# グッドバッファー
グッドバッファー（Good's buffers または Good buffers）とは、1966年に Norman Good らによって示された12種類の緩衝剤のことをいう。Good らは生化学や生物学の研究において必要となるいくつかの基準に沿って候補となる緩衝剤を選び出した。選ばれた緩衝剤の多くが、今日でも重要な試薬として扱われている。

## 選択基準
Good らは生物学の研究上有意義な基準を満たす緩衝試薬を探した。
1. pKa  ほとんどの生物学的反応は中性付近である pH 6〜8の範囲で起こる。このため、緩衝能がこの pH 領域近辺で最大となる緩衝試薬が理想的である。
2. 可溶性  生体内の反応は水系での反応であることと、扱いやすさという観点から水に溶けやすい試薬が望まれた。また、生体内の非極性部分、すなわち細胞膜や細胞内小器官への蓄積を極力避けるという観点から、油脂や脂肪、有機溶媒といった非極性溶媒への溶解度の低さは利点と見なされた。
3. 膜の不浸透性  緩衝試薬は細胞膜を簡単に通過しないことが理想的とされた。これは細胞内に緩衝剤が蓄積することを避けるという目論見もあった。
4. 最小の塩効果 イオン強度が高い溶液は、ある種の生体系内で問題を起こす可能性がある。
5. カチオンとの相互作用  もし緩衝試薬が金属イオンと錯体を形成したとしても、錯体は水に溶解したままの状態でなければならない。理想的には、少なくとも数種の緩衝試薬は錯体を形成しないことが望ましい。
6. 安定性  緩衝試薬は化学的に安定でなければならない。酵素による分解にも耐える必要がある。
7. 吸光度  頻用される吸光光度法による測定を阻害しないよう、緩衝試薬は可視光領域と 230nm より長波長側の紫外領域に吸光領域を持たないものが望ましい。
8. 準備の簡単さ  緩衝試薬は簡単に準備でき、また高価でない原材料から調製できなければならない。

## グッドバッファー
Good らによって最終的に選ばれた12種類の緩衝試薬を以下に示す。
| Buffer               | pKa at 20℃ | ΔpKa/°C |
| -------------------- | ---------- | ------- |
| MES                  | 6.15       | -0.011  |
| ADA                  | 6.6        | -0.011  |
| PIPES                | 6.8        | -0.0085 |
| ACES                 | 6.9        | -0.020  |
| コラミン塩酸         | 7.1        | -0.027  |
| BES                  | 7.15       | -0.016  |
| TES                  | 7.5        | -0.020  |
| HEPES                | 7.55       | -0.014  |
| アセトアミドグリシン | 7.7        | -       |
| トリシン             | 8.15       | -0.021  |
| グリシンアミド       | 8.2        | -0.029  |
| ビシン               | 8.35       | -0.018  |